# Maiorga Ramirez Erro
Maiorga Ramirez Erro (Tafalla, 1976) és un polític navarrès. Llicenciat en filosofia per la Universitat del País Basc i feu estudis de doctorat a la UNED. La seva trajectòria política començà el 1995 quan s'afilià a Eusko Alkartasuna (EA) i Gazte Abertzaleak, les joventuts del partit. Des de 2004 presideix el partit a Navarra. Des de les eleccions municipals de 2003 és regidor d'EA, després de Nafarroa Bai i posteriorment de Bildu. En l'actualitat és diputat de Euskal Herria Bildu al Parlament de Navarra.